# 森特維爾鎮區 (堪薩斯州林縣)
森特維爾鎮區（英語：Centerville Township）為美國堪薩斯州林縣轄下的鎮區。2010年美国人口普查中該鎮區人口有404人。

## 地理
森特維爾鎮區涵蓋總面積為205.94平方（79.51平方英里），其中204.75平方（79.05平方英里）為陸地，1.2平方（0.46平方英里）或0.58%為水域。海拔高度280（920英尺）。

## 人口統計
根據2010年美國人口普查，森特維爾鎮區人口有404人，住房204戶，人口密度為1.96人/每平方公里。此鎮區居民之種族中，白人有385人，非裔美國人有0人，美洲原住民有1人，亞裔美國人有1人，太平洋島裔美國人有0人，其他種族有10人，混血種族則有7人。此外此鎮區有13人為西班牙裔或拉丁裔美國人。